# Adaloaldo
Adaloaldo (Monza, 602-Rávena, 626) fue rey de los lombardos de Italia entre 616 y 625. Hijo del rey Agilulfo y la reina Teodelinda.

## Reinado

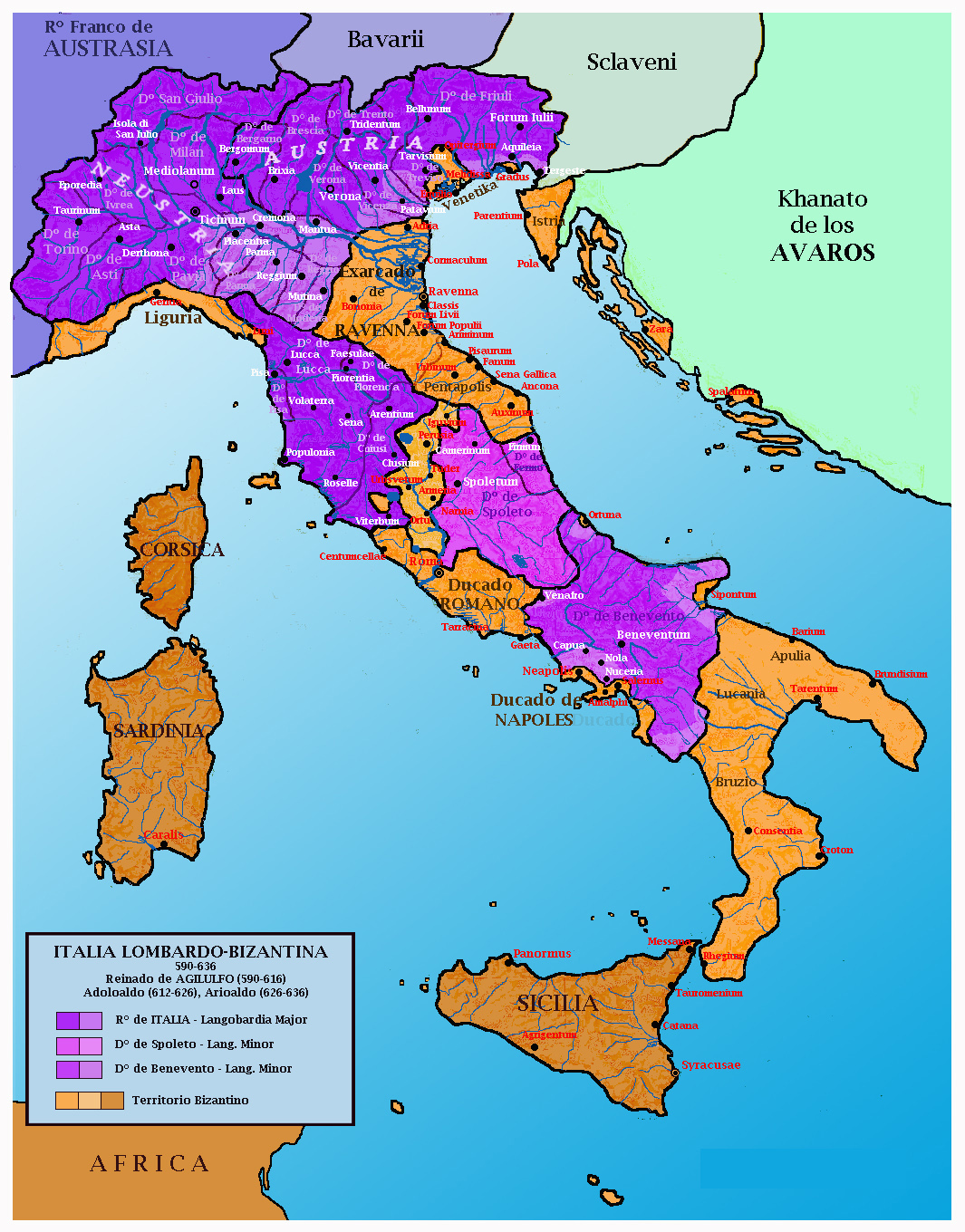
Mapa de los territorios lombardos y bizantinos en Italia entre 590-636

Adaloaldo fue el primer rey lombardo en ser bautizado por el rito católico en el 603, aunque en aquella época el catolicismo era aún minoritario entre los lombardos, entre los cuales había también paganos, arrianos y tricapitolinos (católicos seguidores del cisma de los Tres Capítulos). Adaloaldo fue bautizado la vigilia de Pascua (6 de abril) del 603 por el monje tricapitolino, Secondo di Non, el cual ejercía una importante influencia en la corte de Monza como consejero de la reina. El bautismo y la posterior coronación de Adaloaldo en el Hipódromo de Mediolanum, a imitación del ceremonial bizantino, tenían unos objetivos precisos para el rey Agilulfo, la integración de los lombardos con la mayoría latina de Italia y la consolidación de su propia dinastía en el trono. En esta misma ceremonia fue organizado también el compromiso de Adaloaldo con una hija del rey franco Teudeberto II.
En el 616 muere el rey Agilulfo y Adaloaldo se convierte en rey en solitario, aunque al ser aún menor, la regencia es ejercida por su madre Teodelinda que siempre conservó una importante posición en la corte. El ejército fue comandado por Sundrarito, que ya había sido un jefe militar y hombre de confianza del propio Agilulfo. El exarca Eleuterio enviado por el emperador suponiendo alguna debilidad en el reino por la minoría de edad del rey, lanzó una campaña de reconquista en la Emilia entre el 617 y el 619 para reforzar la posición bizantina en la Italia centro-septentrional. Sin embargo el ejército de Eleuterio fue repetidamente vencido por Sundrarito, que no solo mantuvo intacto el territorio lombardo, sino además conquistó varias posiciones en el Véneto y obligaron a pagar a los bizantinos un alto tributo. Por otro lado también en este tiempo los lombardos se desligaron del control franco y dejaron de pagar tributo.
La política religiosa era de gran importancia en aquella época porque podría significar un importante medio de cohesión en el reino. Teodelinda, la regente, era seguidora del Cisma Tricapitolino, pero acabó asumiendo posiciones cada vez más filocatólicas. Bajo su gobierno y el de su hijo Adaloaldo las iglesias fueron tratadas con respeto y reparados los daños producidos en las invasiones de ostrogodos y lombardos en los lugares venerados, además de que se hicieron ricos regalos a los templos. De todos modos el arrianismo, mayoritario entre los lombardos, fue también protegido por Adaloaldo, como se comprueba por la carta del rey visigodo Sisebuto, que exigía más celo en la persecución de los herejes.
A pesar de la debilidad de los bizantinos, ocupados esos años en defenderse de las amenazas de persas y ávaros, Adaloaldo y Teodelinda adoptaron una política de pacificación y colaboración con Rávena y Roma. Esta actitud pacificadora parecía incomprensible a muchos belicosos duques lombardos, sin descartar la inclinación filocatólica que preocupaba a la mayoría arriana. Las fuentes dan informaciones contradictorios sobre los eventos de este tiempo, para algunos, Adaloaldo mostró desde 624 signos de enfermedad mental, aunque esto bien pudiera ser solo una acusación por parte del partido contrario. Los arrianos se agruparon en torno a Arioaldo, cuñado del rey y duque de Turín, casado con Gundeperga, hija de Agilulfo y Teodelinda. En el 624 los duques se rebelaron y destronaron al joven rey en el 625, el cual tuvo que huir a Rávena donde murió un año después, posiblemente envenenado. Igualmente la reina Teodolinda fue retirada del centro político y murió pocos después, en el 627 en Monza.

### Obras Históricas
- Azzara, Claudio. L'Italia dei barbari, Bologna, Il Mulino, 2002. ISBN 88-15-08812-1
- Barni, Gianluigi. I longobardi in Italia, De Agostini, Turín-1987, ISBN 88-402-5538-9
- Bonalumi, Felice. Teodolinda. Una regina per l'Europa (Torino, San Paolo 2006)
- Capo, Lidia. Paolo Diacono. Storia dei Longobardi, Milano, Lorenzo Valla/Mondadori, 1992. ISBN 88-04-33010-4
- Delogu, Paolo. Longobardi e Bizantini in Storia d'Italia, Torino, Utet, 1980. ISBN 88-02-03510-5
- Gaparri, Stefano. Italia longobarda, Roma-Bari, Laterza, 2012. ISBN 978-88-420-9850-8
- Hartmann, Ludo Moritz: Geschichte Italiens im Mittelalter Bd. II Teil 1, S.63ff
- Hodgkin, Thomas. Italy and her Invaders Vol VI, S. 567ff
- Jarnut,Jörg. Storia dei Longobardi. Torino, Einaudi, 2002. ISBN 88-464-4085-4
- Menghin, Wilfried. Die Langobarden, Theiss-Verlag, Stuttgart, 1985 ISBN 978-3-8062-0364-6
- Neil, Christie. I Longobardi. Storia e archeologia di un popolo, Génova, Ecig, 1997. ISBN 88-7545-735-2
- Possenti, Paolo. Romània e Longobardia in Le radici degli italiani, Milano, Effedieffe, 2001, Vol. II.
- Rovagnati, Sergio. I Longobardi (Milano, Xenia 2003)
- Schroth Köhler, Ch: Adalwald. En: Enciclopedia de la Edad Media. Vol 1, Sp. 106

| Predecesor: Agilulfo | Rey de los lombardos 616-625 | Sucesor: Arioaldo |

- Datos: Q315194
- Multimedia: Adaloald / Q315194